# Armando Izzo
Pour les articles homonymes, voir Izzo.
Armando Izzo, né le 2 mars 1992 à Naples, est un footballeur international italien. Il évolue au poste de défenseur central au sein du club italien de l'AC Monza.

## Biographie
Armando Izzo commence à jouer au football à l'âge de treize ans, au sein du club napolitain de l'ARCI Scampia, puis intègre le SSC Naples en 2006.
Le 23 mai 2016, Armando Izzo, défenseur du Genoa, qui faisait partie des joueurs sélectionnés par Antonio Conte pour un premier stage de préparation à l'Euro, est mis en examen dans une affaire de matches truqués ; une enquête aurait permis de découvrir deux matches de Serie B de la saison 2013-2014 dont les résultats pourraient avoir été arrangés après l'intervention d'un clan de la mafia napolitaine. Izzo est en effet le neveu de Salvatore Petriccione, un des chefs du clan en question.
Appelé pour la première fois en sélection nationale par Roberto Mancini en mars 2019, il effectue sa première sélection contre le Liechtenstein (victoire 6-0) dans le cadre des éliminatoires pour l'Euro 2020, en remplaçant Leonardo Bonucci à la 79e minute de jeu.
Le 19 juillet 2019, Armando Izzo est récompensé de sa belle saison avec le Torino par la signature d'un nouveau contrat qui se terminera en 2024.
En mai 2023, Armando Izzo a été condamné par le district antimafia (DDA) de Naples à quatre ans et dix mois de prison ferme. Le procureur Maurizio De Marco aurait requis cette peine à l’encontre du défenseur de Monza pour une affaire de paris sportifs sur des matchs de football truqués, orchestrée par les frères Accurso, membres du clan Vinella Grassi et de la Camorra. L’enquête avait débuté en 2016 avec des faits qui remontent à 2014, lorsque l’international italien évoluait sous les couleurs d’Avellino. 
En 2017, le tribunal du sport italien l’avait déjà condamné à six mois de suspension et à 50.000 euros d’amende pour avoir été complice d’affaires mafieuses qu’il n’avait jamais dénoncées aux autorités. Originaire du quartier la Scampia, Armando Izzo a pourtant toujours nié une possible relation avec des organisations mafieuses. Outre la condamnation d’Armando Izzo, les frères Accurso sont eux condamnés à dix-huit mois de prison ferme.

## Statistiques
| Saison                | Club                  | Championnat           | Championnat | Championnat | Coupe(s) nationale(s) | Coupe(s) nationale(s) | Total | Total |
| Saison                | Club                  | Division              | M.          | B.          | M.                    | B.                    | M.    | B.    |
| 2011-2012             | US Triestina (prêt)   | Lega Pro 1D           | 13          | 1           | 3                     | 0                     | 16    | 1     |
| Sous-total            | Sous-total            | Sous-total            | 13          | 1           | 3                     | 0                     | 16    | 1     |
| 2011-2012             | AS Avellino           | Lega Pro 1D           | 6           | 0           | -                     | -                     | 6     | 0     |
| 2012-2013             | AS Avellino           | Lega Pro 1D           | 22          | 1           | 2                     | 0                     | 24    | 1     |
| 2013-2014             | AS Avellino           | Serie B               | 30          | 1           | 4                     | 0                     | 34    | 1     |
| Sous-total            | Sous-total            | Sous-total            | 58          | 2           | 6                     | 0                     | 64    | 2     |
| 2014-2015             | Genoa CFC             | Serie A               | 19          | 1           | 1                     | 0                     | 20    | 1     |
| 2015-2016             | Genoa CFC             | Serie A               | 33          | 0           | 1                     | 0                     | 34    | 0     |
| Sous-total            | Sous-total            | Sous-total            | 52          | 1           | 2                     | 0                     | 54    | 1     |
| Total sur la carrière | Total sur la carrière | Total sur la carrière | 123         | 4           | 11                    | 0                     | 134   | 4     |

## Palmarès
- Champion de Lega Pro Prima Divisione (3e division) en 2013 avec Avellino
- Vainqueur de la Supercoppa di Lega di Prima Divisione en 2013 avec Avellino